# Kuruma banare
Kuruma banare (Japans: 車離れ) (letterlijk vertaald: auto weg) is een Japanse subcultuur die aan het groeien is sinds de jaren ’90. Jongeren hebben steeds minder behoefte aan het bezit van een auto; ze willen wel de lusten van de mobiliteit, maar niet de lasten van het autobezit. Deze trend zou al redelijk vroeg opgemerkt zijn door de grote verzekeringsmaatschappijen, die de omzet van hun autoverzekeringen zagen dalen.
Een vertaling van kuruma banare zou demotorisering kunnen zijn; letterlijk betekent het iets als verlies van interesse in de auto.
Verspilling, vervuiling, files, ongelukken en parkeerproblemen zijn redenen van deze ontwikkeling, maar ook heeft het ermee te maken dat de auto steeds minder als statussymbool wordt gezien en dat deze rol wordt overgenomen door hippe, handzame technologische snufjes, die tevens de communicatie bevorderen.
Ook buiten Japan, in Nederland, wordt een dergelijke trend door het CBS waargenomen:

"Het autobezit onder Nederlandse jongeren (18 tot 25 jaar) neemt sinds 2011 af. Reden hiervoor is onder andere dat jongeren nu vaker in steden wonen. Hier is een groter aanbod van openbaar vervoer en er wordt meer ge(brom)fietst. Bovendien zijn allerlei voorzieningen in de stad dichterbij dan daarbuiten én heb je in de stad vaker met parkeerproblemen te maken. Daarom zijn fiets en OV aantrekkelijke alternatieven en is autobezit minder noodzakelijk. Ongeveer 1 op de 5 Nederlandse jongeren heeft een auto, mannen vaker dan vrouwen."
— Centraal Bureau voor de Statistiek